# よりぬき銀魂さん
『よりぬき銀魂さん』（よりぬきぎんたまさん）は、テレビアニメ『銀魂』のセレクション再放送番組のタイトル。

## 概要
テレビシリーズ本放送から好評を博したエピソードを再放送しており、テレビシリーズが5期に渡り放送されている。再放送のため次回予告はカットされている（第1期の第14話、第28話、第43話のみ予告あり）。テレビシリーズ第1期は原則として4:3サイズで制作されていたため、この時期の作品を再放送する際は本放送4年目で使用していたサイドパネルを添加して放送していたが、第4期ではサイドパネルが新シリーズ仕様に変更された。

### 第1期
2010年4月5日から2011年3月28日まで、月曜 18:00 - 18:30にて放送された。全51回。
テレビシリーズ第1期のシーズン其ノ壱とシーズン其ノ弐から、好評を博したエピソードを放送。当初は本編終了後に2010年4月24日公開の映画『劇場版 銀魂 新訳紅桜篇』の情報コーナー「銀幕瓦版」も放送されていた（5月17日放送分まで）。オープニングとエンディングは4月・5月は前述の劇場版から抜粋した映像、6月からはテレビアニメでは初めてのハイビジョンサイズであり、このために新たに描き下ろした映像となる。このシリーズと第4期は、提供は本放送時のものを使用せず、提供クレジットはAパート冒頭画面右下に小さく表示される。エピソードによってはアバンタイトルとオープニングが入れ替わっていたり、本放送時の一部分がテーマソング部分の時間割り当ての関係でカットされている。
10月4日放送内の最後のエリザベスの台詞は全面変更し『そのへんにいたオッさん（監督）』からこの日より新OP（後述）を担当する栗山千明が曲宣を兼ねて顔出しで担当した。このOPは布袋寅泰が作曲・プロデュースを担当したため、EMIミュージック・ジャパンに所属している歌手が銀魂の主題歌を制作したのはBase Ball Bearの「Stairway Generation」以来となり、主題歌を担当したアーティストがアニメ本編に顔出しで出演するのは第176話の高橋瞳×BEAT CRUSADERS以来、2組目である。

### 第2期
2012年11月1日から2013年2月28日まで、木曜 18:00 - 18:30にて第2期延長戦に内包される形で放送された。全11回。
テレビシリーズ第1期のシーズン其ノ三とシーズン其ノ四から、好評を博したエピソードを放送。「銀魂'延長戦」に内包される形での放送であり、オープニングとエンディングは「銀魂'延長戦」の物を使用している。

### 第3期
2013年4月5日から9月27日まで、金曜 1:58 - 2:28（木曜深夜）にBSジャパンにて放送された。全26回。
タイトルには「よりぬき」と書いてはあるが、実際にはテレビシリーズ第2期の前半2クールの再放送。初回の提供クレジットでは「久しぶりのBSジャパン! BS未放送話数をOA!」等と記された特製のテロップが用意された。当初のオープニングは第2期で使用されたものを引き続き使用していたが、後に『劇場版 銀魂 完結篇 万事屋よ永遠なれ』の宣伝に伴い同作品の主題歌（映像は劇場版から抜粋した物）を使用するようになった。エンディングは放送当時の物をそのまま使用。
7月15日・7月22日は前述の劇場版の宣伝のため、テレビ東京系列で「金魂篇」が放送された。

### 第4期
2017年4月3日から7月3日まで、月曜 1:35 - 2:05（日曜深夜）にて『よりぬけ!銀魂さん 過去回想篇』のタイトルで放送された。全13回。
テレビシリーズ第3期第299話までの作品より好評を博したエピソードを放送。第1回目の放送内容は放送日当日までほとんど伏せられた形であった。本シリーズでは過去に『よりぬき銀魂さん』でも放送されたエピソードも再放送している。本編の後には2017年7月14日公開の実写映画『銀魂』の情報コーナー「銀魂瓦版」が放送されており、そのコーナーで紹介される俳優が映画で演じているキャラがメインの回や実写映画の原作となる回を中心に放送している。

### 第5期
2020年10月7日から12月23日まで、水曜 17:55 - 18:25にて『よりぬき銀魂さん ポロリ篇』のタイトルで放送された。全12回。
『銀魂 THE FINAL』の公開を記念しての放送であり、テレビシリーズ第3期の終了から4年半ぶりに夕方枠に復帰した。
タイトルには「よりぬき」と書いてはあるが、実際はテレビシリーズ第4期の『ポロリ篇』の再放送（第333話は除く）。テレビシリーズ第4期の本放送では深夜放送に伴い未実施となっていた字幕放送が実施されている。なお、テレビ愛知では前枠のトワイライト☆アニメが銀魂の再放送を行っていたため、当番組のクロスプログラムが用意されていた。

## スタッフ・キャスト
スタッフ

- 監督 - 高松信司・藤田陽一・宮脇千鶴
- ビデオ編集 - キューテック・新井惇一・朝倉みなみ・若野義人

キャスト

## 主題歌

### オープニングテーマ
「バクチ・ダンサー」（第1話 - 第9話）
作詞・作曲 - 氏原ワタル / 編曲・歌 - DOES
「風のごとく」（第10話 - 第26話）
作詞・作曲・編曲・歌 - 井上ジョー
「可能性ガール」（第27話 - 第39話）
作詞 - いしわたり淳治 / 作曲・編曲 - 布袋寅泰 / 歌 - 栗山千明
「カートニアゴ」（第40話 - 第51話）
作詞 - いしわたり淳治 / 作曲 - 渡名喜幸子、FLiP / 編曲 - いしわたり淳治、FLiP / 歌 - FLiP
「LET'S GO OUT」（第52話 - 第59話）
作詞 - 川瀬智子 / 作曲・編曲 - 奥田俊作 / 歌 - AMOYAMO
「サクラミツツキ」（第60話 - 第70話）
作詞 - MOMIKEN / 作曲・編曲 - UZ / 歌 - SPYAIR
「現状ディストラクション」（第71話 - 第88話）
作詞 - MOMIKEN / 作曲・編曲 - UZ / 歌 - SPYAIR
「今日もサクラ舞う暁に」（第89話 - 第101話）
作詞・作曲・編曲 - HoneyWorks / 歌 - CHiCO with HoneyWorks
「VS」（第102話 - 第113話）
作詞・作曲・編曲 - 田邊駿一 / 歌 - BLUE ENCOUNT

### エンディングテーマ
「僕たちの季節」（第1話 - 第9話）
作詞・作曲 - 氏原ワタル / 編曲・歌 - DOES
「WAVE」（第10話 - 第26話）
作詞・作曲 - 古城康行、Vijandeux / 編曲 - Vijandeux / 歌 - Vijandeux
「IN MY LIFE」（第27話 - 第39話）
作詞 - AZU、菜穂 / 作曲・編曲 - h-wonder / 歌 - AZU
「桜音」（第40話 - 第51話）
作詞 - ピコ、タイラヨオ / 作曲・編曲 - samfree / 歌 - ピコ
「ムーンウォーク」（第52話 - 第59話）
作詞 - 桃野陽介、出口博之 / 作曲・編曲・歌 - MONOBRIGHT
「エクスペクト」（第60話 - 第62話）
作詞・作曲・歌 - PAGE / 編曲 - Shinsaku Takane
「サムライハート (Some Like It Hot!!)」（第63話 - 第75話）
作詞 - MOMIKEN / 作曲 - UZ / 編曲・歌 - SPYAIR
「バランスドール」（第76話 - 第88話）
作詞 - 鈴木雄太 / 作曲・編曲・歌 - Prague
「We Gotta Fight」（第89話 - 第101話）
作詞 - いくら / 作曲・編曲 - たけし / 歌 - XY
「反抗声明」（第102話 - 第113話）
作詞 - TENGUBOY / 作曲・編曲 - APAZZI & U.M.E.D.Y. / 歌 - あゆみくりかまき

## 各話リスト

### 第1期
| 回数 | 放送日             | サブタイトル | 過去の放送日    | 放送話数 |
| ---- | ------------------ | --- | --------------- | -------- |
| 1    | 2010年 4月5日      | 鍋は人生の縮図である | 2006年 10月5日  | 第25話   |
| 2    | 4月12日            | ジジィになってもあだ名で呼び合える友達を作れ | 5月2日          | 第5話    |
| 3    | 4月19日            | 粘り強さとしつこさは紙一重 | 5月23日         | 第8話    |
| 4    | 4月26日            | 喧嘩はグーでやるべし | 5月30日         | 第9話    |
| 5    | 5月3日             | コスプレするなら心まで飾れ | 6月20日         | 第13話   |
| 6    | 5月10日            | 一度した約束は死んでも守れ | 5月9日          | 第6話    |
| 7    | 5月17日            | 親子ってのは嫌なとこばかり似るもんだ | 7月25日         | 第17話   |
| 8    | 5月24日            | ミルクは人肌の温度で | 2007年 4月12日  | 第51話   |
| 9    | 5月31日            | 人に会うときはまずアポを | 4月19日         | 第52話   |
| 10   | 6月7日             | ミイラ捕りがミイラに | 6月28日         | 第62話   |
| 11   | 6月14日            | 考えたら人生ってオッさんになってからの方が長いじゃねーか! 恐っ!! | 2006年 7月18日  | 第16話   |
| 12   | 6月21日            | 結婚とは勘違いを一生涯し続けることだ | 9月5日          | 第22話   |
| 13   | 6月28日            | 恋にマニュアルなんていらない | 12月7日         | 第34話   |
| 14-A | 7月5日             | 恋にマニュアルなんていらない（延長戦） | 12月14日        | 第35話   |
| 14-B | 7月5日             | 外見だけで人を判断しちゃダメ | 12月14日        | 第35話   |
| 15   | 7月12日            | カワイイ顔には必ず何かが隠れてる | 9月19日         | 第24話   |
| 16   | 7月19日            | どうでもいい事に限ってなかなか忘れない | 11月16日        | 第31話   |
| 17   | 7月26日            | 人生はベルトコンベアのように流れる | 11月23日        | 第32話   |
| 18-A | 8月2日             | 男ならとりあえずカジキ! | 8月22日         | 第21話   |
| 18-B | 8月2日             | 扇風機つけっぱなしで寝ちゃうとお腹こわしちゃうから気を付けて | 8月22日         | 第21話   |
| 19   | 8月9日             | 少年はカブト虫を通し生命の尊さを知る | 2007年 7月19日  | 第65話   |
| 20   | 8月16日            | ベルトコンベアには気をつけろ | 2006年 8月15日  | 第20話   |
| 21   | 8月23日            | 運に身分は関係ない | 2007年 11月29日 | 第83話   |
| 22   | 8月30日            | さくらんぼってアレ桜の木になるの? | 3月15日         | 第47話   |
| 23   | 9月6日             | 愛犬の散歩は適度なスピードで | 3月1日          | 第45話   |
| 24   | 9月13日            | ストレスはハゲる原因になるがストレスをためないように気を配ると そこでまたストレスがたまるので結局僕らにできることなんて何もない | 4月26日         | 第53話   |
| 25   | 9月20日            | いい事は連続して起こらないくせに悪いことは連続して起こるもんだ | 2006年 10月26日 | 第28話   |
| 26   | 9月27日            | んまい棒は意外とお腹いっぱいになる | 2007年 7月12日  | 第64話   |
| 27   | 10月4日            | 節目節目に気合を入れ直せ | 4月5日          | 第50話   |
| 28-A | 10月11日           | 犬の肉球はこうばしい匂いがする | 9月6日          | 第72話   |
| 28-B | 10月11日           | かもしれない運転でいけ | 9月6日          | 第72話   |
| 29   | 10月18日           | 子作りは計画的に | 1月25日         | 第40話   |
| 30   | 10月25日           | タイトルだけじゃ映画の面白さはわかんない | 2月1日          | 第41話   |
| 31   | 11月1日            | みみずにおしっこかけると腫れるよ | 2月8日          | 第42話   |
| 32   | 11月8日            | キャラクターはシルエットだけで読者に見分けがつくように描き分けよう | 2月15日         | 第43話   |
| 33   | 11月15日           | お母さんだって忙しいんだから夕飯のメニューに文句つけるの止めなさい | 2月22日         | 第44話   |
| 34   | 11月22日           | ゴミの分別回収にご協力下さい | 8月16日         | 第69話   |
| 35   | 11月29日           | 可愛いモノも多すぎると気持ち悪い | 8月23日         | 第70話   |
| 36   | 12月6日            | 消せないデータもある | 8月30日         | 第71話   |
| 37   | 12月13日           | ジャンプの次号予告は当てにならない | 7月5日          | 第63話   |
| 38   | 12月20日           | 漫画家は原稿のストックが出来てこそ一人前 | 9月20日         | 第74話   |
| 39-A | 12月27日           | サンタなんていねーんだよって言い張る奴こそホントはいるって信じたいんだよ | 2006年 12月28日 | 第37話   |
| 39-B | 12月27日           | 煩悩が鐘で消えるかァァ 己で制御しろ己で | 2006年 12月28日 | 第37話   |
| 40-A | 2011年 1月10日     | 雪ではしゃぐのは子供だけ | 2007年 1月11日  | 第38話   |
| 40-B | 2011年 1月10日     | 冬に食べるアイスもなかなかオツなモンだ | 2007年 1月11日  | 第38話   |
| 41   | 1月17日            | そういう時は黙って赤飯 | 10月4日         | 第76話   |
| 42   | 1月24日            | 昨日の敵は今日もなんやかんやで敵 | 10月11日        | 第77話   |
| 43   | 1月31日            | 食べ物の好き嫌い多い人は人間の好き嫌いも多い | 10月18日        | 第78話   |
| 44   | 2月7日             | 四人揃えばいろんな知恵 | 10月25日        | 第79話   |
| 45   | 2月14日            | 普段眼鏡をかけてる奴が眼鏡を外すと なんかもの足りないパーツが一個足りない気がする | 11月8日         | 第80話   |
| 46   | 2月21日            | 女の一番の化粧は笑顔 | 11月15日        | 第81話   |
| 47   | 2月28日            | 合コンは始まるまでが一番楽しい | 2008年 1月10日  | 第88話   |
| 48   | 3月7日             | どこの母ちゃんもだいたい同じ | 2007年 5月3日   | 第54話   |
| 49   | 3月14日            | もの食べるときクチャクチャ音をたてない | 5月10日         | 第55話   |
| 50   | 3月21日            | 一日局長に気をつけろッテンマイヤーさん | 5月17日         | 第56話   |
| 51   | （最終回） 3月28日 | 銀魂再開直前スペシャル!よりぬき「よりぬき銀魂さん」 仕事のグチは家でこぼさず外でこぼせ! って言うからちょっとこぼさせてもらうけどね 「侍の国」僕らの国がそう呼ばれていたのは今は昔の話… とか言って始まったこのアニメもはや一年半。 あんな事こんな事いろんな事があったよね。 で、そろそろ色々振り返ってもいいかなーと思ったのに 「チェッ、なんだよ総集編かよ、手抜きじゃね?」とか アニメだって作るの大変なんだから文句言うのやめなさい!（改） | 9月27日         | 第75話   |

### 第2期
| 回数 | 放送日         | サブタイトル                                                       | 過去の放送日    | 放送話数 |
| ---- | -------------- | ------------------------------------------------------------------ | --------------- | -------- |
| 52   | 2012年 11月1日 | 己の居場所は己で作るものなり                                       | 2008年 12月11日 | 第136話  |
| 53   | 11月8日        | タバコには一箱に一、二本馬糞みたいな匂いのする奴が入っている       | 8月14日         | 第119話  |
| 54   | 11月15日       | 人生は試験だ                                                       | 6月5日          | 第109話  |
| 55   | 11月22日       | 屋台に入るには微妙に勇気がいる                                     | 2009年 5月7日   | 第156話  |
| 56-A | 11月29日       | NH物は絶対彼女に見つかるな!                                        | 2008年 6月19日  | 第111話  |
| 56-B | 11月29日       | ほぼ100%の確率でビニール傘を置き忘れてくる自分が嫌い               | 2008年 6月19日  | 第111話  |
| 57   | 12月6日        | リヴァイアサンってきいたらどうしてもサザエさんがちらつく俺のバカ!! | 2010年 2月4日   | 第194話  |
| 58   | 12月13日       | 幾つになっても歯医者は嫌                                           | 2009年 9月17日  | 第175話  |
| 59   | 12月20日       | 時には昔の話をしようか                                             | 2008年 12月25日 | 第138話  |
| 60   | 2013年 2月14日 | 人は皆 自分という檻を破る脱獄囚                                    | 6月12日         | 第110話  |
| 61   | 2月21日        | 観察日記は最後までやりきろう                                       | 2009年 12月17日 | 第188話  |
| 62   | 2月28日        | 寝る子は育つ                                                       | 4月16日         | 第153話  |

### 第3期
| 回数 | 放送日        | サブタイトル | 過去の放送日  | 放送話数 |
| ---- | ------------- | --- | ------------- | -------- |
| 63   | 2013年 4月5日 | 春休みあけは皆ちょっと大人に見える                                                                                                 | 2011年 4月4日 | 第202話  |
| 64   | 4月12日       | 夏休みあけも皆けっこう大人に見える                                                                                                 | 4月11日       | 第203話  |
| 65-A | 4月19日       | 年賀状は筆ペンでいけ | 4月18日       | 第204話  |
| 65-B | 4月19日       | カカオよりココロ | 4月18日       | 第204話  |
| 66-A | 4月26日       | 食事はバランスを考えろ | 4月25日       | 第205話  |
| 66-B | 4月26日       | 人は皆運命と戦う戦士 | 4月25日       | 第205話  |
| 67   | 5月3日        | 看板屋の看板娘はもう面倒なんで二枚の板と呼べ                                                                                       | 5月2日        | 第206話  |
| 68   | 5月10日       | メガネは魂（こころ）の一部です | 5月9日        | 第207話  |
| 69   | 5月17日       | メガネじゃ見えないものがある | 5月16日       | 第208話  |
| 70   | 5月24日       | いつまでもあると思うな親と金と若さと部屋とYシャツと私とあなたとアニメ銀魂                                                          | 5月23日       | 第209話  |
| 71   | 5月31日       | 無法な街に集うはキャッホーな奴ばかり                                                                                               | 5月30日       | 第210話  |
| 72   | 6月7日        | 墓場で暴れるのは幽霊だけでない | 6月6日        | 第211話  |
| 73   | 6月14日       | 侠（おとこ）の鎖 | 6月13日       | 第212話  |
| 74   | 6月21日       | 鉄の街 | 6月20日       | 第213話  |
| 75   | 6月28日       | お控えなすって! | 6月27日       | 第214話  |
| 76   | 7月5日        | 丁か半か | 7月4日        | 第215話  |
| 77   | 7月12日       | 工場見学とか正直一つたりとも記憶に残ってねェ                                                                                       | 7月11日       | 第216話  |
| 78   | 7月19日       | 二度ある事は三度ある | 7月18日       | 第217話  |
| 79   | 7月26日       | カニのハサミは絆を断つハサミ | 7月25日       | 第218話  |
| 80   | 8月2日        | 人はしらないうちに借りパクという罪を犯している                                                                                     | 8月1日        | 第219話  |
| 81   | 8月9日        | 銭湯では身も心も丸裸 | 8月8日        | 第220話  |
| 82   | 8月16日       | 寿限無（じゅげむ） | 8月15日       | 第221話  |
| 83   | 8月23日       | 名は体を表す | 8月22日       | 第222話  |
| 84   | 8月30日       | おっさんの家庭事情はハード ハートはソフト                                                                                          | 8月29日       | 第223話  |
| 85   | 9月6日        | 青と赤のエクスタシー | 9月5日        | 第224話  |
| 86   | 9月13日       | プ○ズンブ×イクシーズン2って確かにもうプリ××ブレ○クしてるけどあれはこの腐った社会がプリズンってことだからプ○ズンブ×イクでいいんだよ | 9月12日       | 第225話  |
| 87   | 9月20日       | 人は皆パジャマっ子 | 9月19日       | 第226話  |
| 88   | 9月27日       | コラボにはエイリ○ンVSプ×デターがあるのも覚えとけ                                                                                   | 9月26日       | 第227話  |

### SP
| 回数 | 放送日         | サブタイトル                     | 過去の放送日   | 放送話数 |
| ---- | -------------- | -------------------------------- | -------------- | -------- |
| SP   | 2013年 7月15日 | ストレートパーマに悪い奴はいない | 2012年 10月4日 | 第253話  |
| SP   | 2013年 7月15日 | 金時と銀時                       | 10月11日       | 第254話  |
| SP   | 7月22日        | 金さんの金○                      | 10月18日       | 第255話  |
| SP   | 7月22日        | 主人公とは                       | 10月25日       | 第256話  |

### 第4期
| 回数 | 放送日        | サブタイトル                                                     | 過去の放送日                  | 放送話数 |
| ---- | ------------- | ---------------------------------------------------------------- | ----------------------------- | -------- |
| 89   | 2017年 4月3日 | 誕生日会はいつものアイツが違う奴に見える                         | 2009年 4月23日                | 第154話  |
| 90   | 4月10日       | ここのタイトルもメールのタイトルみたいなトコも考えるのメンド臭え | 2011年 10月17日               | 第230話  |
| 91   | 4月17日       | 恋はゴキブリポイポイ                                             | 2015年 8月19日                | 第285話  |
| 92   | 4月24日       | おっさんの家庭事情はハード ハートはソフト                        | 2011年 8月29日                | 第223話  |
| 93   | 5月1日        | 親子ってのは嫌なところばかり似るもんだ                           | 2006年 7月25日 2010年 5月17日 | 第17話   |
| 94   | 5月8日        | 少年はカブト虫を通し生命の尊さを知る                             | 2007年 7月19日 2010年 8月9日  | 第65話   |
| 95   | 5月15日       | タバコには一箱に一、二本馬糞みたいな匂いのする奴が入っている     | 2008年 8月14日 2012年 11月8日 | 第119話  |
| 96   | 5月22日       | アメとムチは使いよう                                             | 2009年 8月27日                | 第172話  |
| 97   | 5月29日       | 売店ではやっぱコロッケパンが一番人気                             | 2007年 5月31日                | 第58話   |
| 98   | 6月5日        | 傘の置き忘れに注意                                               | 6月7日                        | 第59話   |
| 99   | 6月19日       | 陽はまた昇る                                                     | 6月14日                       | 第60話   |
| 100  | 6月26日       | 闇夜の虫は光に集う                                               | 6月21日                       | 第61話   |
| 101  | 7月3日        | 柳の下にどじょうは沢山いる                                       | 2009年 7月9日                 | 第165話  |

### 第5期
| 回数  | 放送日         | サブタイトル                                     | 過去の放送日   | 放送話数 |
| ----- | -------------- | ------------------------------------------------ | -------------- | -------- |
| 102   | 2020年 10月7日 | 大人の階段は昇り階段とは限らない                 | 2017年 10月2日 | 第329話  |
| 103   | 10月14日       | ハゲたお父さんと白髪のお父さんとお父さんのメガネ | 10月9日        | 第330話  |
| 104   | 10月21日       | 一杯のラーメン                                   | 10月16日       | 第331話  |
| 105   | 10月28日       | 一つのかぞく                                     | 10月23日       | 第332話  |
| 106   | 11月4日        | 鞘をたずねて三千里                               | 11月6日        | 第334話  |
| 107   | 11月11日       | ドSとドS                                         | 11月13日       | 第335話  |
| 108   | 11月18日       | 最強の剣と最低の鈍                               | 11月20日       | 第336話  |
| 109   | 11月25日       | 握手の前は手を洗え                               | 11月27日       | 第337話  |
| 110   | 12月2日        | ダイヤモンドは傷つかない                         | 12月4日        | 第338話  |
| 111   | 12月9日        | アイドルの勲章                                   | 12月11日       | 第339話  |
| 112-A | 12月16日       | 神ゲーと糞ゲーは紙一重                           | 12月18日       | 第340話  |
| 112-B | 12月16日       | メガネは魂の一部                                 | 12月18日       | 第340話  |
| 113   | 12月23日       | 守護霊も魂の一部                                 | 12月25日       | 第341話  |

## 放送局
| 放送地域       | 放送局             | 放送期間                                         | 放送日時                                                  | 放送系列       | 備考             |
| 第1期          | 第1期              | 第1期                                            | 第1期                                                     | 第1期          | 第1期            |
| -------------- | ------------------ | ------------------------------------------------ | --------------------------------------------------------- | -------------- | ---------------- |
| 関東広域圏     | テレビ東京         | 2010年4月5日 - 2011年3月28日                     | 月曜 18:00 - 18:30                                        | テレビ東京系列 | 製作局           |
| 北海道         | テレビ北海道       | 2010年4月5日 - 2011年3月28日                     | 月曜 18:00 - 18:30                                        | テレビ東京系列 | 同時ネット       |
| 愛知県         | テレビ愛知         | 2010年4月5日 - 2011年3月28日                     | 月曜 18:00 - 18:30                                        | テレビ東京系列 | 同時ネット       |
| 大阪府         | テレビ大阪         | 2010年4月5日 - 2011年3月28日                     | 月曜 18:00 - 18:30                                        | テレビ東京系列 | 同時ネット       |
| 岡山県・香川県 | テレビせとうち     | 2010年4月5日 - 2011年3月28日                     | 月曜 18:00 - 18:30                                        | テレビ東京系列 | 同時ネット       |
| 福岡県         | TVQ九州放送        | 2010年4月5日 - 2011年3月28日                     | 月曜 18:00 - 18:30                                        | テレビ東京系列 | 同時ネット       |
| 第2期          |                    |                                                  |                                                           |                |                  |
| 関東広域圏     | テレビ東京         | 2012年11月1日 - 12月20日 2013年2月14日 - 2月28日 | 木曜 18:00 - 18:30                                        | テレビ東京系列 | 製作局           |
| 北海道         | テレビ北海道       | 2012年11月1日 - 12月20日 2013年2月14日 - 2月28日 | 木曜 18:00 - 18:30                                        | テレビ東京系列 | 同時ネット       |
| 愛知県         | テレビ愛知         | 2012年11月1日 - 12月20日 2013年2月14日 - 2月28日 | 木曜 18:00 - 18:30                                        | テレビ東京系列 | 同時ネット       |
| 大阪府         | テレビ大阪         | 2012年11月1日 - 12月20日 2013年2月14日 - 2月28日 | 木曜 18:00 - 18:30                                        | テレビ東京系列 | 同時ネット       |
| 岡山県・香川県 | テレビせとうち     | 2012年11月1日 - 12月20日 2013年2月14日 - 2月28日 | 木曜 18:00 - 18:30                                        | テレビ東京系列 | 同時ネット       |
| 福岡県         | TVQ九州放送        | 2012年11月1日 - 12月20日 2013年2月14日 - 2月28日 | 木曜 18:00 - 18:30                                        | テレビ東京系列 | 同時ネット       |
| 日本全域       | キッズステーション | 2013年6月22日 - 7月13日 2013年8月3日・8月10日    | 土曜 19:00 - 20:00                                        | CS放送         | リピート放送あり |
| 第3期          |                    |                                                  |                                                           |                |                  |
| 日本全域       | BSジャパン         | 2013年4月5日 - 9月27日                           | 金曜 1:58 - 2:28（木曜深夜）                              | BS放送         | [ 注 2 ]         |
| SP             |                    |                                                  |                                                           |                |                  |
| 関東広域圏     | テレビ東京         | 2013年7月15日 2013年7月22日                      | 月曜 2:21 - 3:21（日曜深夜） 月曜 2:57 - 3:57（日曜深夜） | テレビ東京系列 | 製作局           |
| 第4期          |                    |                                                  |                                                           |                |                  |
| 関東広域圏     | テレビ東京         | 2017年4月3日 - 7月3日                            | 月曜 1:35 - 2:05（日曜深夜）                              | テレビ東京系列 | 製作局           |
| 北海道         | テレビ北海道       | 2017年4月3日 - 7月3日                            | 月曜 1:35 - 2:05（日曜深夜）                              | テレビ東京系列 | 同時ネット       |
| 愛知県         | テレビ愛知         | 2017年4月3日 - 7月3日                            | 月曜 1:35 - 2:05（日曜深夜）                              | テレビ東京系列 | 同時ネット       |
| 岡山県・香川県 | テレビせとうち     | 2017年4月3日 - 7月3日                            | 月曜 1:35 - 2:05（日曜深夜）                              | テレビ東京系列 | 同時ネット       |
| 福岡県         | TVQ九州放送        | 2017年4月3日 - 7月3日                            | 月曜 1:35 - 2:05（日曜深夜）                              | テレビ東京系列 | 同時ネット       |
| 大阪府         | テレビ大阪         | 2017年4月4日 - 7月4日                            | 火曜 1:05 - 1:35（月曜深夜）                              | テレビ東京系列 |                  |
| 第5期          |                    |                                                  |                                                           |                |                  |
| 関東広域圏     | テレビ東京         | 2020年10月7日 - 12月23日                         | 水曜 17:55 - 18:25                                        | テレビ東京系列 | 製作局           |
| 北海道         | テレビ北海道       | 2020年10月7日 - 12月23日                         | 水曜 17:55 - 18:25                                        | テレビ東京系列 | 同時ネット       |
| 愛知県         | テレビ愛知         | 2020年10月7日 - 12月23日                         | 水曜 17:55 - 18:25                                        | テレビ東京系列 | 同時ネット       |
| 大阪府         | テレビ大阪         | 2020年10月7日 - 12月23日                         | 水曜 17:55 - 18:25                                        | テレビ東京系列 | 同時ネット       |
| 岡山県・香川県 | テレビせとうち     | 2020年10月7日 - 12月23日                         | 水曜 17:55 - 18:25                                        | テレビ東京系列 | 同時ネット       |
| 福岡県         | TVQ九州放送        | 2020年10月7日 - 12月23日                         | 水曜 17:55 - 18:25                                        | テレビ東京系列 | 同時ネット       |